# Hey Hey, My My (Into the Black)
«Hey Hey, My My (Into the Black)» (с англ. — «Хей-хей, ну и дела (Да в полымя)») — песня канадского рок-музыканта Нила Янга, в сочетании со своим акустическим сателлитом «My My, Hey Hey (Out of the Blue)» она закрывает альбом Rust Never Sleeps 1979 года. Вдохновением для песни послужило панк-движение конца 1970-х (ставшее законодателем мод в тот период), в частности, сотрудничество Янга с американской арт-панк-группой Devo, а также период кризиса в самоидентификации актуальности творчества артиста на фоне новых музыкальных направлений.
Техасский писатель и журналист Брэд Тайер отметил в статье для газеты Houston Press, что «Hey Hey, My My» стилистически представляла собой «кряхтящий прото-гранжевый рок».

## История
Песня «Hey Hey, My My …», а также заглавная фраза альбома, на котором она была выпущена, Rust Never Sleeps, появились в результате сотрудничества Янга с Devo, в частности, с фронтменом этой группы Марком Мазерсбо. В 1977 году Янг попросил Devo принять участие в создании его фильма «Шоссе людей». В одной из сцен ленты Янг целиком исполняет эту песню вместе с музыкантами Devo (при этом Мазерсбо меняет текст о «Джонни Роттене» на «Джонни Спада»).
28 мая 1978 года Янг поработал с Devo над ранней версией песни «Hey Hey, My My (Into the Black)» в студии Different Fur, расположенной в Сан-Франциско, а позже представил песню музыкантам из Crazy Horse. Во время сессий в Different Fur Мазерсбо добавил в текст слова «rust never sleeps» — слоган, который отпечатался в его памяти со времён работы графическим дизайнером (он создавал рекламу для продукта фирмы Rust-Oleum предназначенного для защиты автомобилей от ржавчины). Янгу понравилась эта фраза и он использовал её в версии песни перезаписанной вместе с группой Crazy Horse, а также в названии следующего студийного альбома. Строчка: «It's better to burn out than to fade away» впоследствии широко цитировались его коллегами по рок-сцене и музыкальными критиками. Фраза «It's better to burn out than it is to rust» часто приписывают другу Янга Джеффу Блэкбёрну из супергруппы The Ducks.
Некоторые критики считали, что карьера Янга пошла на спад после выхода в альбомов American Stars ’n Bars (1977) и Comes a Time (1978). С началом бума панк-рока в 1977 году некоторые лидеры этого направления начали заявлять, что Янг и его современники устаревают. Из-за чего музыкант начал беспокоиться, что они могли быть правы. Смерть Элвиса Пресли, в том же году, усугубила ситуацию, после того, как британская панк-группа The Clash заявила «Нет Элвису, The Beatles или The Rolling Stones в 1977 году!» в своей песне «White Riot».

## Наследие
«Hey Hey, My My (Into the Black)» является заглавной музыкальной темой фильма Денниса Хоппера «Как гром среди ясного неба». В 2004 году композиция была включена в сборник лучших хитов Нила Янга под названием Greatest Hits, а в 2010 году попала в книгу Боба Мерсеро «100 лучших канадских синглов», отметившись там на 93-м месте.
Впоследствии на песню было записано множество различных кавер-версий, в их числе: Oasis (альбом Familiar to Millions 2000 года), System of a Down (фестиваль Hurricane 2005 года), Dave Matthews Band, Cross Canadian Ragweed, Battleme (в виде заключительного трека финала 3-го сезона телесериала «Сыны анархии»), Рик Дерринджер, No Means No (для саундтрека фильма «Фубар»), мексиканская рок-н-ролльная группа El Tri, финская глэм-рок-группа Negative; аргентинская рок-группа La Renga, Chromatics; Джейк Багг (фестиваль Гластонбери 2013 года), Аксель Руди Пелл (альбом Into the Storm 2014 года); Billy Talent на (альбом Covered in Gold 5.0 2017 года), румынская группа Fjord (альбом Textures 2016 года), бразильская дум-метал-группа HellLight (альбоме The Light That Baught Darkness 2012 года), а также Бликса Баргельд и Техо Теардо (альбом Fall 2017 года).

## Цитаты
Песня, особенно строка «out of the blue and into the black», является эпиграфом и цитируется в романе Стивена Кинга «Оно». Сама фраза возникла из военного лексикона времён вьетнамской войны и подразумевает уход из под синего неба во вьетконговские тоннели.
Фраза «It's better to burn out than to fade away» была включена в предсмертную записку фронтмена Nirvana Курта Кобейна. Помимо этого, строчка цитируется в песнях: «Nicotine» группы Panic! at the Disco, «Rock of Ages» группы Def Leppard, «Reasons to be Beautiful» группы Hole, «Schönste Zeit» музыканта Bosse, «Some People» Мэг Майерс и «27» Machine Gun Kelly. Её произносит Курган (Клэнси Браун) в фантастическом приключенческом фильме «Горец» (1986), затрагивая тему современной церкви. Также эта строчка фигурирует в песне Queen «Gimme the Prize (Kurgan’s Theme)» из альбома A Kind of Magic, который использовался в качестве саундтрека к этому фильму.